# Aldo Monardi
Aldo Monardi (Parma, 13 marzo 1932 – Parma, 6 dicembre 2002) è stato un calciatore italiano, di ruolo difensore o attaccante. Suo nipote Tommaso è il quarterback dei Panthers Parma.

## Carriera
Milita nel Parma dal 1950 al 1956, quattro stagioni in Serie C e due in cadetteria. Con i ducali vince la Serie C 1953-1954, ottenendo la promozione in Serie B, categoria in cui ottiene un decimo posto nel 1954-1955 ed il quindicesimo nel 1955-1956.
Nel 1956 si trasferisce al Genoa, in Serie A; con i rossoblu esordisce in massima serie il 23 settembre nella vittoria esterna per 1-0 contro l'Atalanta. Nelle due stagioni, 1956-1957 e 1957-1958, con i Grifoni, Monardi ottiene due salvezze.
Nel 1958 si trasferisce al Ravenna, club con cui milita sei stagioni in Serie C, ottenendo come massimo risultato il quinto posto del Girone B al termine della stagione 1961-1962.

## Palmarès

### Club

#### Competizioni nazionali
- Serie C: 1

Parma: 1953-1954